# La morada
La morada (en inglés: Homeland; pronunciado /ˈhoʊmˌlænd/) es una novela de espada y hechicería escrita por Robert Anthony Salvatore acerca del personaje ficticio Drizzt Do'Urden, publicada por TSR en 1990. Publicada en castellano por la editorial Timun Mas en 1998, con traducción de Alberto Coscarelli. Reeditada por Ediciones Minotauro con textos de Emilio Muñiz en 2024. Esta es la primera novela de la trilogía El elfo oscuro; la cual es una precuela a la serie de novelas El valle del viento helado.

## Contexto
Tras el éxito comercial de la trilogía del valle del viento helado, TSR recibió mucha retroalimentación de los aficionados que querían más información sobre el origen de Drizzt. Entonces la editora pregunto a Salvatore, «...¿Qué tal si haces una trilogía precuela que nos diga de dónde viene Drizzt?». El autor aceptó preguntando que deseaban, a lo que le contestaron «Tienes carta blanca. Queremos que crees la sociedad drow en los Reinos Olvidados, en este lugar al que llamaste Menzoberranzan». La mayor inspiración para el desarrollo de la sociedad drow provino de las cinco familias de Nueva York de la novela negra El padrino de Mario Puzo.

## Argumento
La extraña y exótica Menzoberranzan, la gran ciudad de la Antípoda Oscura, fundada hace milenios por los elfos oscuros tras su marcha del mundo exterior, es la morada del héroe de El valle del viento helado, Drizzt Do'urden. Drizzt, el joven príncipe de una de las casas regentes, llega a la madurez en el mundo cruel y despiadado de su raza, donde el único rayo de esperanza es su maestro de armas, Zaknafein, quien le enseña cómo -y para qué- usar una espada. Dotado de un sentido del honor incomprensible para la sociedad sin principios que lo rodea, atenta únicamente a satisfacer los viles caprichos de la Reina Araña, el joven Drizzt se enfrenta a un dilema inevitable: ¿podrá vivir en un mundo que rechaza la integridad?

## Personajes
Los principales protagonistas de esta novela son:
- Drizzt Do'Urden: Protagonista de la historia, es un joven drow de nobles ideales obligado a vivir en la maligna sociedad de Menzoberranzan.[10]
- Guenhwyvar: una pantera del plano astral a la que se puede invocar a través de una estatuilla de ónice.
- Zaknafein Do'Urden: Padre de Drizzt y maestro de armas de la casa Do'Urden.[11]
- Malicia Do'Urden: Madre de Drizzt y Matrona de la casa Do'Urden, es muy cruel y ambiciosa, por lo que consigue el favor de Lloth. Hija de Vartha Do'Urden, llegó a ser madre matrona antes de cumplir su primer centenario, debido al asesinato de esta.
- Dinin Do'Urden: Hermano mayor de Drizzt, un destacado asesino e instructor de la escuela de guerreros de la ciudad.
- Vierna Do'Urden: Otra hermana de Drizzt, la cual fue elegida por Malicia, cuando nació Drizzt, para convertirse en su nodriza y educar a este durante sus primeros 16 años como príncipe paje. No es tan mala como sus otros hermanos, debido, quizá, a que también es hija de Zaknafein, si bien acabará sintiendo un profundo odio por Drizzt.
- Briza Do'Urden: Hermana mayor de Drizzt, y gran sacerdotisa de la casa Do'Urden. Es, si cabe, la más radical y fanática de sus hermanas.
- Nalfein Do'Urden: Hermano mayor de Drizzt, muerto a manos de Dinin.
- Masoj Hun Ett: mago nigromante de la Casa Hun Ett que poseía a Guenhwyvar cuando Drizzt supo de ella, obligándola a las más viles tareas. Drizzt la tomó de Masoj una vez muerto este.
- Alton DeVir: mago estudiante en la escuela de hechicería de la ciudad, que es encargado ser asesinado por Dinin Do'Urden a manos de su maestro, conocido como el "Sin rostro". Debido al odio de Masoj por el "Sin rostro", este asesina al maestro justo antes de que este último acabará con la vida de Alton. Debido a esto y para no levantar sospechas, Alton toma la identidad del maestro, teniendo que verter ácido por su cara desfigurándola para terminar como su maestro.

## Espacio
La novela se desarrolla en Menzoberranzan; una importante ciudad de la región llamada Antípoda Oscura; también conocida como la Infraoscuridad. Esta es una enorme región subterránea debajo del continente Faerûn. La ciudad fue construida por la sociedad drow; estos son elfos oscuros cuya religión se centra en el culto a la diosa araña Lolth. Esta ciudad es un lugar que esencialmente fomenta el comportamiento malvado legal como norma.

## Recepción
La National Public Radio en su serie especial NPR 100 favorite books listó la serie de La leyenda de Drizzt en la posición setenta y tres. Fantasy Book Review le da una puntuación de 10/10 indicando que es «un libro comparable a la obra maestra de Tolkien.»
Cindy Lynn Speer escribiendo para SF Site comenta: «La ciudad está bellamente representada, es un lugar peligroso, tan hermoso como una serpiente venenosa, y las reglas de esta sociedad son escalofriantes. También es divertido ver dónde comienza la leyenda.» El portal Pornokitsch reseña: «Salvatore muestra pequeños fragmentos de su capacidad para escribir a los drow como una raza convincente, pero abandona estos esfuerzos y se permite hacerlos lo más malvados posible. El resultado no favorece ni al personaje de Drizzt ni al libro en su conjunto.»
Rob Bricken para Gizmodo señala: «Donde realmente brilla Homeland es cuán minuciosamente Salvatore examina la sociedad drow y la ciudad de Menzoberranzan... Presta igual atención a la arquitectura y al arte de Menzoberranzan, y ha adquirido suficiente habilidad para describirlo con aplomo.»

## Adaptaciones
La novela fue adaptada al cómic con guion de Andrew Dabb, dibujo de Tim Seeley y la supervisión de R. A. Salvatore bajo el título Forgotten Realms: Homeland. Este salió a la venta en tres tomos de cuarenta y ocho páginas a partir de junio de 2005 y publicado posteriormente en un único tomo recopilatorio titulado Dungeons & Dragons: The Legend of Drizzt: Homeland por la editorial Devil's Due Publishing en su primera y segunda edición. La tercera edición fue publicada por IDW Publishing. En castellano este cómic fue publicado por Norma Editorial bajo el título La Morada / El Elfo Oscuro / Libro 1.